# ママドゥ・サマサ
ママドゥ・サマサ（Mamadou Samassa, 1986年5月1日 - ）は、フランス・セーヌ＝サン＝ドニ県モンフェルメイユ出身の元マリ代表の元サッカー選手。現役時代のポジションはFW。

## 来歴

### クラブ

#### 初期
セーヌ＝サン＝ドニ県モンフェルメイユに生まれたサマサは、ヴィルモンブル・スポーツとレッドスターFC93の下部組織を経てル・マンUCの下部組織に入団。ル・マンで守備的MFからFWへコンバートし、2004年にマテュー・クタドゥール, ギョーム・ロリオ, マルタン・ドゥイヤールらと共にクープ・ガンバルデッラ優勝に貢献したが、2度の負傷からプロ契約を結ぶまで時間が掛かった。

#### ル・マン
2006-07シーズン開幕戦のOGCニース戦 (1-0) でデビューを果たし、第3節のヴァランシエンヌFC戦で初得点となる同点弾を決めた。この試合は、最終的に若手のイスマエル・バングラが決勝点を挙げ3-2で勝利した。その後、FCソショー戦, CSスダン・アルデンヌ戦でそれぞれ1得点を挙げ、合計3得点を記録。また、得点した試合では全試合勝利した。弱冠20歳ながら28試合（スタメン20試合）と主力の1人としてプレーしたことから、シーズン終了後にリーグ・アンを6連覇している王者オリンピック・リヨンから関心を寄せられた。
翌シーズンはブレイクするかに思われたが、序盤に膝蓋腱を損傷したことで怪我に苦んだ。2008年1月19日のFCジロンダン・ボルドー戦 (1-2) に途中出場の形で約5ヶ月ぶりに復帰するも、トゥーリオ・デ・メロのブレイクや新加入のアントニー・ル・タレクの存在もあり出場機会は少なく、モディボ・マイガやマチュー・ドセヴィらとリザーブで競い合った。2008-09シーズンオフにトルステイン・ヘルスタッド, レンタルから完全移籍を果たしたル・タレクが加入したことで更に層が厚くなった前線の中で居場所を見つけられず、シーズンが開幕しても出場出来ずにいた。

#### マルセイユ
2008年8月25日、ル・マンの会長は"適切なオファー"が舞い込んだと語りオリンピック・マルセイユと合意に達したと発表。サンダーランドAFCに移籍したジブリル・シセの代わりとしてとしてと見られたが、クラブ側はサマサを有望な若手選手として見ており、経験を得ながら地位を築いてほしいと考えた。
8月30日のソショー戦 (2-1) に途中出場でデビューをし、11月30日のリール (2-2) でル・マン時代を共に過ごしたローラン・ボナールのアシストを頭で決め、移籍から約3ヶ月後にしてようやく初得点を挙げた。しかし、その後はチームが冬の移籍市場でブランドン, シルヴァン・ヴィルトールと前線を補強したことで、前半戦以上に出場機会がなくなり公式戦32試合（リーグ戦の先発は3試合）で僅か2得点に終わった。

#### ヴァランシエンヌ
2009-10シーズンにフェルナンド・モリエンテスが加入したことで序列がさらに下がったサマサは、2009年8月4日にシーズン終了まで1部のヴァランシエンヌに貸し出されることが発表され、デビュー戦となった8日のASナンシー戦で初得点を記録。30日のトゥールーズFC戦で87分に唯一の得点を挙げ、チームの今季初ポイント獲得に貢献した。また、第14節ではスタッド・シャバン・デルマで40試合無敗と強さを誇っていたボルドー相手に唯一の得点を決め、土をつけた。最終的に17試合7得点と満足のいくシーズンを過ごしたサマサは、シーズン終了後にマルセイユへ復帰し、2010-11シーズン序盤に2試合1得点と活躍したが、8月にナンシーへ完全移籍をした。
2012年8月31日、ACキエーヴォ・ヴェローナと契約した。

### 代表
マリ共和国出身の両親の下に生まれたが、当初はフランス代表として戦うことを決意し、U-21で6試合4得点を記録した。2009年1月6日、マリ代表のスティーヴン・ケシ監督に会うためバマコへ旅だった際に、A代表ではマリ代表としてプレーすることを決めたと発表。また、同じくマリ系フランス人として生まれながらマリ代表でプレーするモハメド・シソッコからの励ましも、この決定に影響を与えたことを語った。
アフリカネイションズカップ2010の予選も兼ねた2010 FIFAワールドカップ・アフリカ予選のガーナ戦（6月7日）とベナン戦（6月21日）に向けて2009年5月22日に初招集されたが、この時は両試合共に出場はなかった。
2009年9月6日にベナンとの2試合目 (1-1) で初出場し、初得点を決めた。2013年1月28日、アフリカネイションズカップ2013のグループリーグ突破が掛かったコンゴ民主共和国戦 (1-1) で代表2得点目を記録。3位決定戦のガーナ戦 (3-1) で先制点を挙げた。